# ジャンガリアンハムスター
ジャンガリアンハムスター (Djungarian Hamster) は、ヒメキヌゲネズミ属に属するネズミの一種である。和名はヒメキヌゲネズミ。
日本では、愛らしく慣れやすいことと飼育スペースが小さく済むことから人気が高く、ドワーフハムスターの中で最も多くペットとして飼育されている。
冬になると体毛が白く変化する個体があることから、欧米ではウィンターホワイトドワーフハムスター (Winter white dwarf hamster) またはウインターホワイトロシアンドワーフハムスターと呼ばれる。

## 分布
原産地はカザフスタン共和国からシベリア、中国北部。中国のジュンガル盆地（ジャンガリア）に生息することが名前の由来だが、実際はシベリアに多く分布している。そのため、海外ではシベリアンハムスターと呼ぶのが妥当であるとする学者もいる。
ジュングリアンハムスター等と表記される場合もある。

## 特徴
体長は約7.0cm～11.3cm、体重はオス約39～44g、メス約32〜37g。1回の出産で1～9匹（平均5匹）の子を産む。メスよりオスの方が若干大きい。臭腺が腹にある。雑食性で植物・動物・昆虫などを捕食する。夜行性である。寿命は2年ほど。
足の裏にも毛が生えており、砂地や雪の上も歩きやすく、地面から体温を奪われないようになっている。
毛から露出している箇所（手足・鼻・耳など）の肌色は淡いピンク色。毛色は野生種では茶褐色だが、飼育種には多くの毛色がある。

## 生態
野生のハムスターは、地中に複雑なトンネルを掘って、巣穴にしている。トンネルにはメインになる巣のほかに、トイレや食糧貯蔵庫などのいくつかの部屋がある。深さ1メートルに達する巣穴を掘る。危険を感じると、すぐにトンネルに逃げ込む。また、出入り口を数カ所作り、敵が侵入したときには場合に応じて逃げ出す。
敵に見つかりにくい夕方暗くなってから夜にかけて活動する夜行性である。暗い所を好む。大きく真っ黒な目は、暗いところでもよく見える。逆に明るいところは苦手で、昼間は巣穴で休む。
活動時間は、主にえさを探して歩き回っているが、その移動距離が5km以上にもなるといわれている。
暗い中でえさを探すのは、臭いを頼りにしている。暗い中でも目は見えているが、視力は良くない。そのため、餌や敵・なかまの存在の確認は臭いに頼っている。ほかのハムスターに出会ったときに、臭いをかぎあう。鼻をひくつかせているときは周囲の臭いをかいでいる。一点を集中して見ているときは対象を見ているのではなく、耳で周囲の状況を探っている。基本的に環境を鼻と耳で認識する。
腹にある臭腺の臭いを周りに散布することでなわばりを主張するとされており、特に自身の臭いに非常に敏感である。毛づくろいと共に唾液の臭いを体につけることで安心するため、安堵しているときや逆に恐怖を感じたときなど、頻繁に毛づくろいを行う。
あまり群では生活をしない。特にオスは縄張り意識が強い。
草や葉、種子などのほか、昆虫なども食べる、雑食性の動物。野生ではかなり粗食で、植物の根なども食べる。
歯は一生伸び続ける。歯の裏側が削れやすくなっていて、硬いものをかじることで、歯の長さを調整する。
ほお袋に食物をためる習性を持つが、飼育下では特に餌を争う相手がいない場合、ほお袋を全く使わない個体もある。
キャンベルハムスターとは近縁種のため、交配が可能で雑種(ハイブリッド)が産まれる可能性がある。ただし、ハイブリッドは健康上の問題を抱えることが多く、繁殖には向かない。

## 性格
性格はおとなしく、人間にもなれやすいものが多いためペットとして適している。
ゴールデンハムスターとは異なり、相性がよければ複数飼いも可能だが単独飼育の方が好ましい。性格が合わない個体同士では頻繁な喧嘩が起こり、時には相手を殺傷・捕食してしまうこともある。
メスよりもオスの方が温厚であることが多い。
他のハムスターに比べて性格の個体差、個性の差が顕著である。

### 噛みぐせ
噛みぐせは比較的多い。噛む理由としては「ストレス」「食べられるか確かめている」などが挙げられる。
小さい頃は噛まなかったのに大きくなると噛むようになったという場合は大抵、環境・餌・飼育方法が原因であることが多い。これらが原因の噛みぐせは解消できるケースが多い。具体的には、環境改善はケージを広く、清潔に、遊具（齧り木、廻し車）の設置、餌の改善としてはカルシウムの摂取（ニボシ、小松菜など与える）。飼育方法としては昼間寝ている時間に掃除をしたり抱いたりすることを避ける、日ごろから手の上で餌を与えるなど、触れ合いを欠かさないことも重要。
また、餌を触った指でハムスターを抱こうとすると、餌と勘違いして不意に噛みついてくることがある。これは噛みぐせとは違う原因であるが、餌を触ったあとは手を洗うか、触っていない手でハムスターを抱くように気を付ける。

## 飼育

### 飼育環境
ハムスター用の飼育道具は一般に販売されている。ジャンガリアンハムスターに対しては「ドワーフハムスター用」「ジャンガリアンハムスター用」としている品物が適切である。ゴールデンハムスター用となっているものは大きすぎる場合がある。
- 給水器（ボトル式給水器など）
- 食器（容器に入れることでケージに餌が散乱するのを防ぐ）
- 床材（床一面にたっぷり敷く。穴を掘って遊ぶこともあるので、10cm以上の深さが理想。アレルギーが発生しにくい素材が良い）
- 回し車（運動のため。飼っているハムスターに適したサイズを選ぶ。金網タイプは脚が挟まり危険なので注意）
- 巣箱（昼間に外の光を遮って眠れる場所、ドワーフハムスターは隠れ家が必要。野生では地下に複数の部屋を造るため、ペットの場合でも巣箱は複数あってもよい）
- トイレ（トイレ用の砂が販売されている、個体によってはほぼ必ずトイレで排尿してくれるので清掃が楽になる）
- 砂浴び場（体を清潔に保つために必須。ハムスター専用の砂浴び砂でないと砂浴びをしないこともある。掘って遊びストレス解消にも）

個体によってはトイレを覚える。まれに1歳前後の雌は巣箱近く巣箱入口付近に排尿することもある。これは一時的な行動なのでトイレを置いて誘導する必要がある。近くに砂浴び場がない場合も同様の行動を起こす場合もある。

### 快適な温度
ケージ付近に温度計・湿度計を設置し、常時確認できるようにする。気温は18度〜26度程度、湿度は40%〜60%程度が適温。10℃以下および30℃以上は命の危険がある。基本的にハムスターは日本の気候には適しておらず、ほぼ一年中、エアコン等での温度管理が必須となる。
夏の暑い時期には、飼育環境がじめじめして不衛生にならないように風通しのいい場所におくとよい。湿度が高いと皮膚炎等の病気になる可能性が高まる。ただし、直射日光が当たるような窓辺は避ける。クーラーや扇風機の風を直接当てることも避けたほうがよい(ハムスターは全身から汗をかかないので風で涼しさを感じない。寧ろストレスになる)。
冬の寒い時期には、暖かい部屋にケージを移動したり、布や段ボールで囲って保温する。ハムスター用の電気ヒーターを利用するのもよい。ただし「使っても寒い」や逆に「暑すぎ」といった状況になりうるので温度管理に注意が必要である。ケージの温度が下がりすぎると疑似冬眠(または仮冬眠)と呼ばれる状態となり、ハムスターが死んでしまうこともある。

### エサ
主食は他のペットのハムスターと変わらず、飼育用ペレット、または実験動物ペレットである。ひまわりの種やキャベツ、レタスなどは脂質や水分が多いため、主食としては適しておらず副食として少量与えるほうがいい。

飼育として新鮮な水を与えることも大切。夏場は腐りやすいので、1日2回取り替えるといい。ミネラルウォーターを与えると膀胱結石の原因になるので避ける。

### 繁殖
多産である程度の環境適応力があるので繁殖が容易である。
繁殖をする際の雌雄の毛色の組み合わせによっては死産や流産、子の先天的な病気や不妊が発生するので、繁殖の前に入念な調査をすることが好ましい。

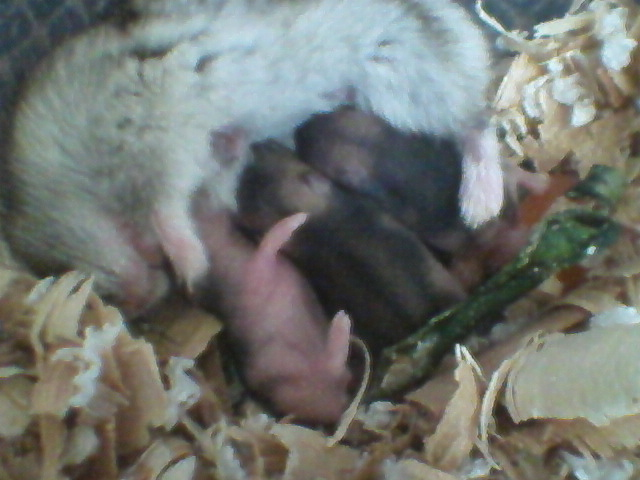
授乳の様子

## 毛色
野生のジャンガリアンハムスターの毛色は茶褐色だが、飼育用に改良されたジャンガリアンハムスターには多くの毛色があり、毛色によって様々な名前がつけられペットショップで販売されている。
有色のものは背面の中心上に一本の黒い線があり、頭上でひし形状になっていることが多い。毛色に関わらず、成長過程で毛色が変化する個体や、冬になると毛色が白く変化する個体がある。目の色は黒。
体格がよく似ているキャンベルハムスターを珍しい毛色のジャンガリアンハムスターとして販売していることもある。特にブラック（黒色）やパイド（斑模様）、毛色に関わらず赤目のものはキャンベルハムスターかその混血（ハイブリッド）の可能性がある。
※これらは基本的にペット業界での通称であり、多くは学術的には認められたものではない

### ノーマル（野生色）
野生の状態に最も近い毛色である。背中側は濃い茶褐色をしており、背面の一本の黒いストライプがあり、色が濃くはっきりとしている。腹側は毛色は白で、毛先が黒い。目は黒色。毛の先と根元の色が異なり、アグーチとも呼ばれる。

### サファイア
ノーマルに比べて背中のストライプも含めて全体的に淡い毛色である。青みがかった灰色なのでブルーサファイアとも呼ばれている。 
サファイアよりもさらに色が薄く、クリーム色を混ぜたような毛色はクリームサファイアと呼ばれる。
ブルーサファイア、クリームサファイアともに潜性遺伝である。
サファイア以外の毛色の遺伝子をA、サファイア遺伝子をaとすると、生まれる子がサファイアになるのは、aが揃ってaaになった時だけである。AA（サファイア以外）とaa（サファイア）の交配では、子は必ずサファイア以外（Aa）の毛色となる。Aa（サファイア以外の毛色だが、サファイア遺伝子を持つ）同士の交配では、25%の確率でaaが揃った場合、サファイアの子が生まれる。サファイア同士の交配では、子は必ずaaになるため、サファイアが生まれる。
また、サファイアの遺伝子は毛色を薄くする傾向があり（パールホワイトの項参照）、冬になると部分的に白くなる個体が多く、ほぼ真っ白になることもある。春になると毛色は元に戻る。若い方がこの色変わりはしやすい。サファイアの遺伝子を持つノーマルの個体でも、冬は全体的に色が抜けて、普通のノーマルの個体よりも、より白っぽい色に変わることがあるがあまり長生きしない。

### プディング
体毛が全体的にプリンのような明るい薄茶色（ベージュ色）である、背中のストライプもノーマルに比べると薄い色となる。イエローとも呼ばれる。
プディングの色を発生する遺伝子は肥満遺伝子としても知られており、肥満になりやすいといわれている。マシュマロみたいな色をしている。

### パールホワイト
突然変異遺伝子により体毛が根本より白く変化する毛柄である。ノーマルのものは毛先が黒く、背中のストライプの黒もはっきりと見受けられる。パールとも呼ばれる。
サファイアの遺伝子を持っている場合はノーマルのものに比べて毛先の色が薄くなり、全体的に白い個体となる。スノーホワイトとも呼ばれる。
プディングの遺伝子を持っている場合は毛先が明るい薄茶色になり、ホワイトプディングとも呼ばれる。
パールホワイト同士の交配は禁忌とされている。子供は生まれないか、死産となるか、生きていても長生きしない。

### インペリアル
腹の白色の部分が根元から毛先まで純白でノーマルに比べて広い。背中のストライプが無いかごく薄く、背中の毛色も全体的にノーマルに比べて薄い色になる事が多い。毛色が濃い場合、ノーマルやサファイアとの見分けが難しくなる。

### アルビノ
色素が無いため全身の毛色が純白で目が赤い。

### その他の毛色
2022年現在、ペットショップでブラック、ロシアンブルーとして売られている毛色は、全身の色がほぼ均一（セルフ）で、キャンベルハムスターとのハイブリッドの個体の可能性が高いとする説が有力である。性格や交配の禁忌については不明であるが、不妊か、子か母が死ぬ可能性があることから、交配は避けた方が良い。
ノーマルの毛色に白いぶちの入ったパイドは、他のハムスターではパイド同士の交配が禁忌とされていることから、パイド同士の交配は避けるべきである。

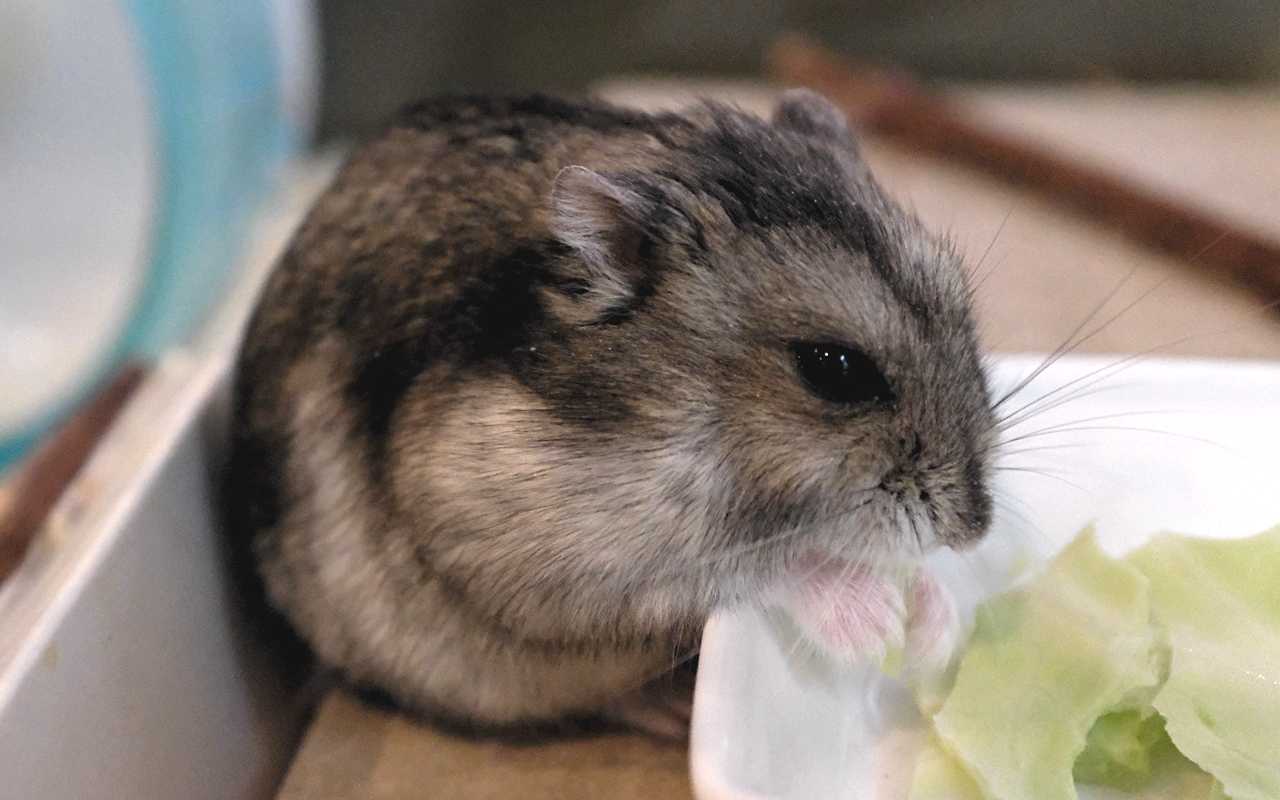
ノーマル（野生色）
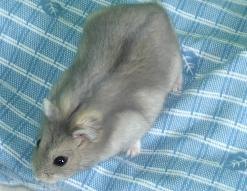
サファイア
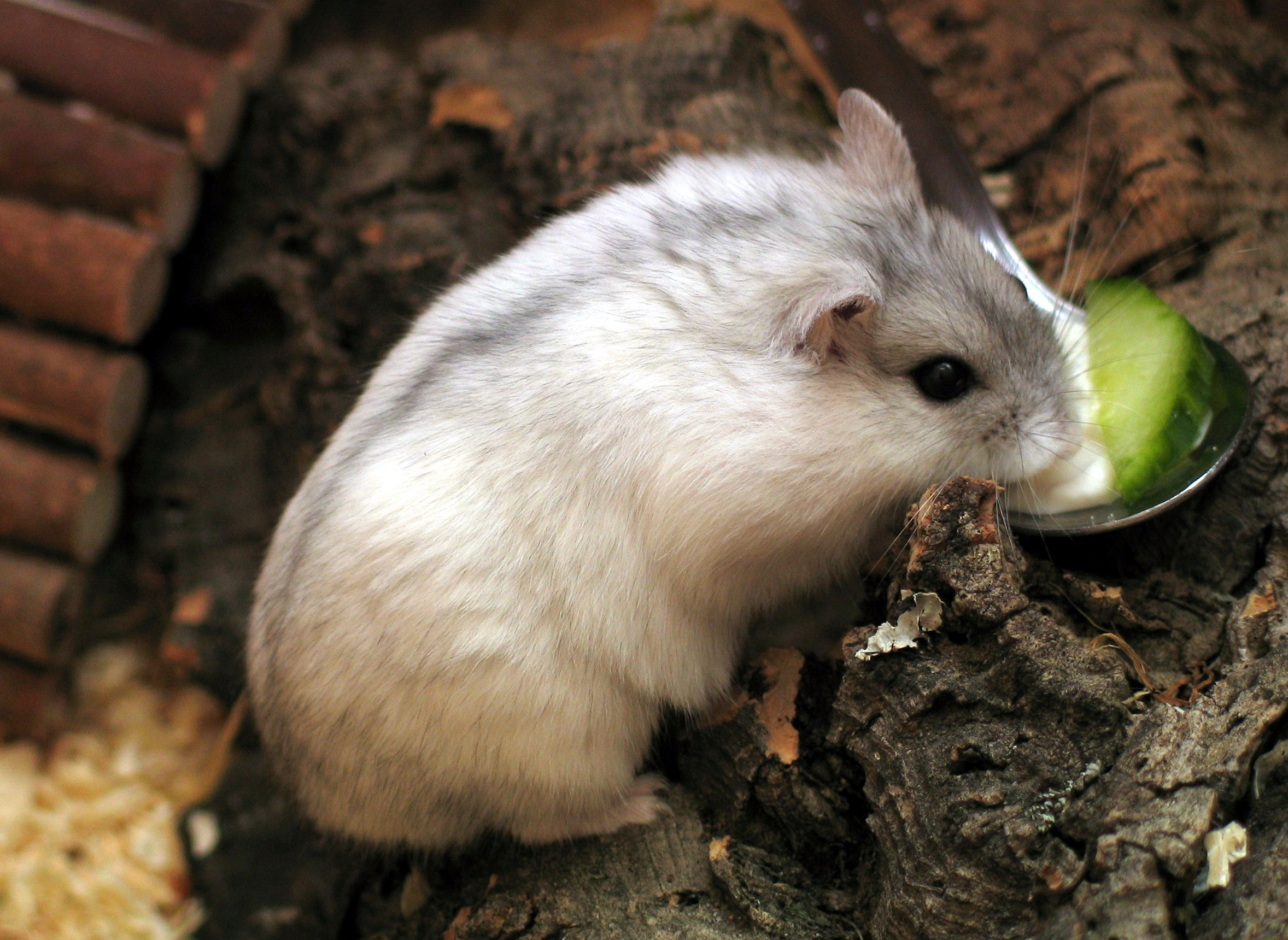
パールホワイト
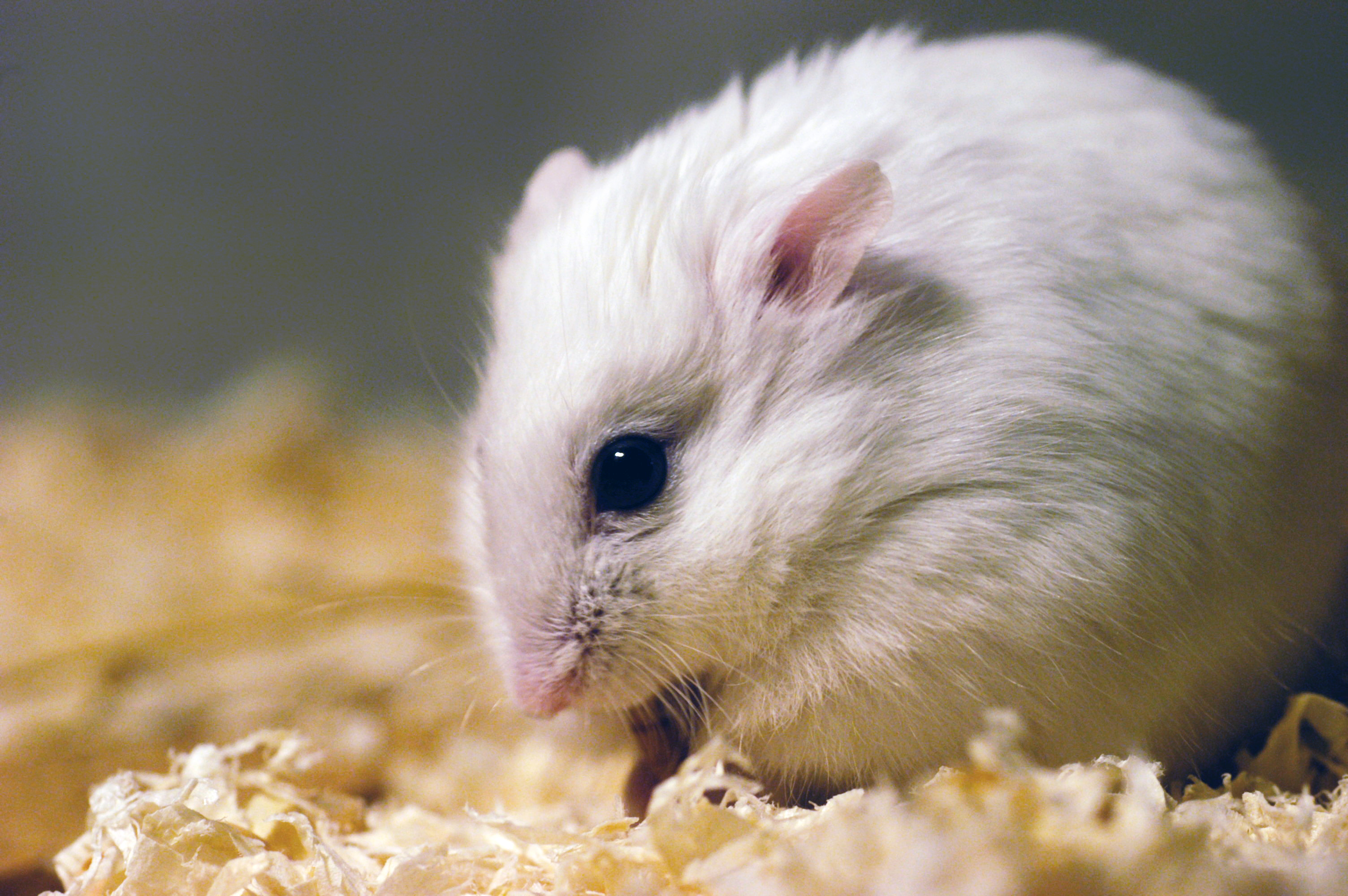
スノーホワイト
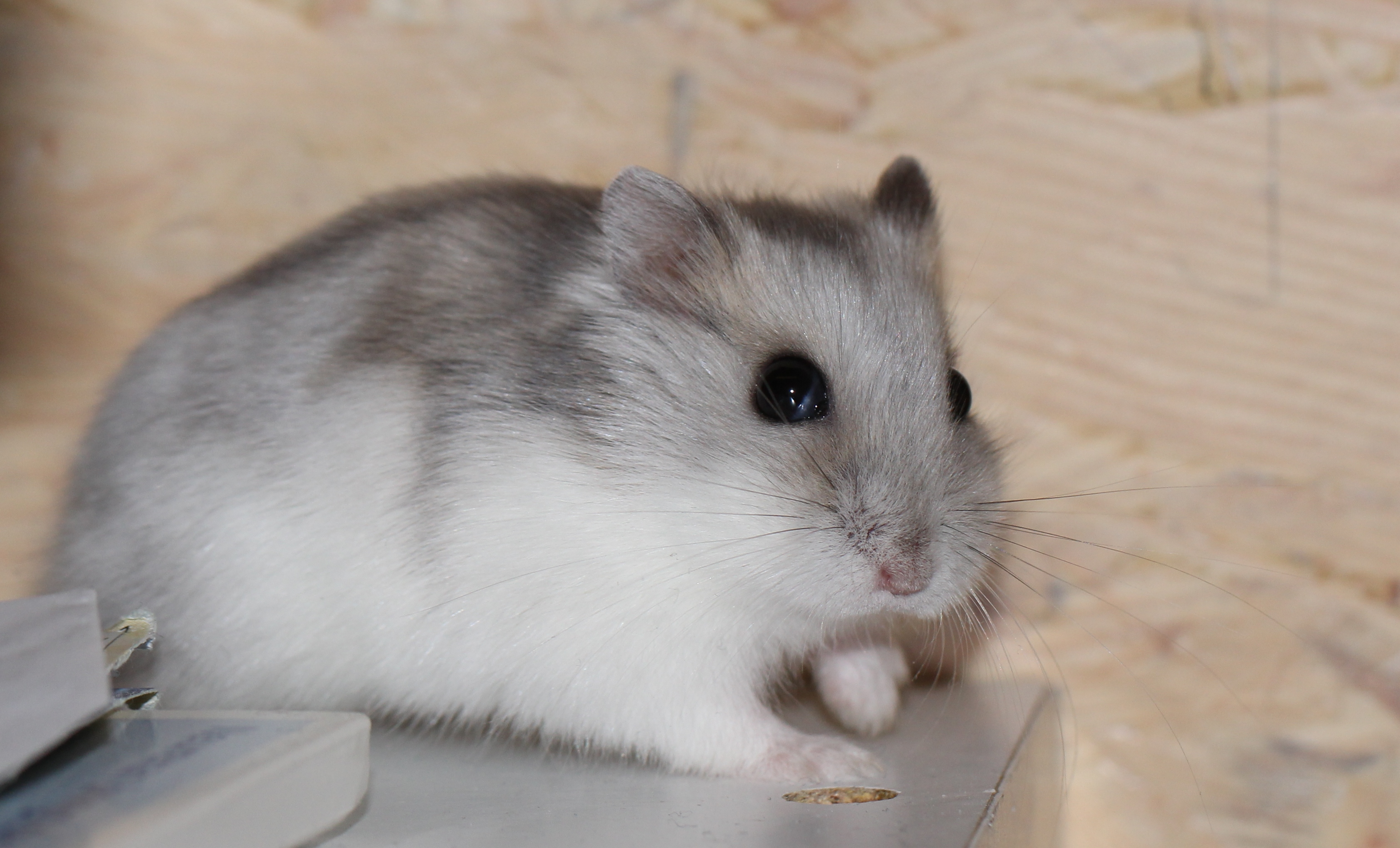
インペリアル